# Мар'ян Білор
Мар'ян Альфред Білор (пол. Marian Alfred Bilor; нар. 14 грудня 1887, Львів — пом. 15 червня 1951, Ряшів) — польський футболіст, засновник і багаторічний гравець клубу «Чарні» (Львів), футбольний діяч і арбітр, капітан артилерії Війська Польського.

## Життєпис
У 1908 році склав іспит на атестат зрілості в IV гімназії C. K. у Львові. Був лідером серед найактивніших молодших школярів зі спортивними інтересами у Львові. Був співзасновником та гравцем клубу IV гімназії, брав участь у заснуванні львівської «Погоні» у 1907 році. Невдовзі після цього приєднався до «Чарны», де служив своїм талантом і відданістю до останніх днів існування клубу, викликаного початком Другої світової війни в 1939 році. Ще будучи активним гравцем, став президентом клубу в 1908 році і декілька років пропрацював у правлінні клубу. У «Чарні» став однією з найважливіших постатей в історії клубу, вписавши прекрасну сторінку в історію львівського футболу. Один з найкращих арбітрів чемпіонату, одним із перших у Польщі отримав звання арбітру ФІФА.
Під час Першої світової війни вступив в Імператорський та королівський лендвер. 1 травня 1915 року отримав звання другого лейтенанта резерву польової артилерії і був приписаний до 43-го гаубичного полку. 1 травня 1917 року отримав звання лейтенанта артилерії в резерві і був приписаний до 143-го полку польової артилерії.
Після закінчення війни та відновлення незалежності Польщею був прийнятий до Війська Польського. Призначений капітаном за старшинством 1 липня 1919 року в артилерійський офіцерський корпус. У січні 1925 року переведений із 6-го полку польової артилерії в Кракові до Головного управління корпусного округу № VI у Львові на посаду діловода. Служив у Львівському повітовому окружному штабі комплектування на посаді начальника 2-го відділу комплектування. У липні 1929 року переведений на посаду начальника 1-ї дільниці управління резервом. У вересні 1930 року призначений до штабу поповнення району Чортків на посаду начальника 1-го резервного управління. 31 грудня 1933 року відправлений у відставку.
Старший брат Генрика, польського футболіста, засновника та багаторічного гравця клубу «Чарні» (Львів), гравець збірної Львова та Галичини, тренера та футбольного діяча. Їхньою сестрою була Зофія Білор, найкраща польська фігуристка міжвоєнного періоду, яка виступала в парних змаганнях разом зі своїм партнером Тадеушем Ковальським.
Помер 15 червня 1951 року в Ряшеві, там же й похований.